# Shorttrack-Juniorenweltmeisterschaften 2013
Die Shorttrack-Juniorenweltmeisterschaften 2013 wurden vom 22. bis 24. Februar 2013 in der Hala Torwar in Warschau, Polen ausgetragen.

## Ergebnisse

### Juniorinnen
| Event              | Gold                                                       | Gold         | Silber                                                 | Silber       | Bronze                                                                               | Bronze       |
| ------------------ | ---------------------------------------------------------- | ------------ | ------------------------------------------------------ | ------------ | ------------------------------------------------------------------------------------ | ------------ |
| Mehrkampf          | Noh Do-hee                                                 | 89 Punkte    | Kim A-lang                                             | 63 Punkte    | Han Yutong                                                                           | 52 Punkte    |
| 500 m              | Han Yutong                                                 | 45,063 s.    | Xiao Han                                               | 45,303 s.    | Lin Yue                                                                              | 45,394 s.    |
| 1000 m             | Kim A-lang                                                 | 1:33,784 min | Noh Do-hee                                             | 1:34,051 min | Han Yutong                                                                           | 1:31,552 min |
| 1500 m             | Noh Do-hee                                                 | 2:32,853 min | Jewgenija Sacharowa                                    | 2:33,164 min | Deanna Lockett                                                                       | 2:33,214 min |
| 1500-m-Superfinale | Noh Do-hee                                                 | 2:31,087 min | Kim A-lang                                             | 2:31,142 min | Deanna Lockett                                                                       | 2:35,002 min |
| 3000-m-Staffel     | Südkorea Ahn Se-jung Noh Do-hee Kim A-lang Kong Sang-jeong | 4:20,522 min | Volksrepublik China Xiao Han Ji Xue Han Yutong Lin Yue | 4:21,379 min | Russland Jewgenija Sacharowa Emina Malagitsch Jekaterina Strelkowa Sofja Proswirnowa | 4:25,298 min |

### Junioren
| Event              | Gold                                                             | Gold          | Silber                                                                    | Silber       | Bronze                                                 | Bronze       |
| ------------------ | ---------------------------------------------------------------- | ------------- | ------------------------------------------------------------------------- | ------------ | ------------------------------------------------------ | ------------ |
| Mehrkampf          | Park Se-yeong                                                    | 102 Punkte    | Han Tianyu                                                                | 97 Punkte    | Lee Hyo-been                                           | 42 Punkte    |
| 500 m              | Park Se-yeong                                                    | 41,412 s. JWR | Han Tianyu                                                                | 41,458 s.    | Kim Byung-joon                                         | 42,375 s.    |
| 1000 m             | Han Tianyu                                                       | 1:28,592 min  | Park Se-yeong                                                             | 1:28,695 min | Sándor Liu Shaolin                                     | 1:30,278 min |
| 1500 m             | Han Tianyu                                                       | 2:35,255 min  | Lee Hyo-been                                                              | 2:35,286 min | Park Se-yeong                                          | 2:35,716 min |
| 1500-m-Superfinale | Park Se-yeong                                                    | 2:57,272 min  | Lee Hyo-been                                                              | 2:57,346 min | Kim Byung-joon                                         | 2:57,446 min |
| 3000-m-Staffel     | Südkorea Park Se-yeong Lee Hyo-been Kim Byung-joon Jung Ji-woong | 4:07,393 min  | Kanada Alexander Fathoullin Yoan Gauthier David Goulet William Preudhomme | 4:08,585 min | Japan Hiroki Yokoyama Kei Saito Dan Iwasa Ryu Watanabe | 4:09,542 min |